# Sakura Josozumiová
Sakura Josozumiová (japonsky 四十住 さくら, Josozumi Sakura; * 15. března 2002 Iwade, prefektura Wakajama) je japonská skateboardistka, specialistka na disciplíny park a bowl. Měří 159 cm a váží 52 kg, je členkou týmu Bennu.
Skateboardingu se začala věnovat v roce 2013 po vzoru staršího bratra. V roce 2016 debutovala na závodě Světového poháru v Tokiu a zvítězila v soutěži All Japan Ladies. O rok později obsadila třetí místo na asijském mistrovství Vans Park Series. Roku 2018 byla třetí na Nitro World Games a vyhrála Asijské hry i Mistrovství světa ve skateboardingu. V následujícím roce se stala vicemistryní světa a dostala se do čela světového skateboardového žebříčku. Při olympijské premiéře skateboardingu na tokijských hrách získala zlatou medaili v disciplíně park, když v úvodní finálové jízdě zvládla dva obraty o 540 stupňů a získala 60,09 bodu.
V roce 2022 byla druhá v závodě Dew Tour v Des Moines, zvítězila na jarních X Games v Čibě a získala stříbrnou medaili na letních X Games v Kalifornii. V únoru 2023 obsadila na světovém šampionátu třetí místo.